# Reality Fills Fantasy
Reality Fills Fantasy (1979) is het zesde studioalbum van Earth & Fire (E&F). 

## Inleiding
De aanloop naar het album was moeilijk. Drummer Ton van der Kleij en bassist Theo Hurts hadden de band verlaten. E&F, in crisis, trok als vervangers Ab Tamboer en Bert Ruiter aan, maar of dat de band zou redden was niet zeker. Er gingen geruchten dat Jerney Kaagman aan een solocarrière wilde beginnen en de band uit elkaar zou zijn (hetgeen later weer tegengesproken werd). Toch sprak De Telegraaf van 18 oktober 1979 van “Earth & Fire is terug” en zij was niet de enige. De band nam nieuwe nummers op, maar hun vaste muziekproducent Jaap Eggermont zag er niets in en wilde zijn naam er niet aan verbinden. Het ging zover dat er een contractbreuk met Polydor plaatsvond als ook een contractbreuk met hun manager. E&F verhuisde naar manager Frits Hirschland en onder zijn invloed naar platenlabel Vertigo Records; de onderhandelingen leverde een betere salariëring op. Onder nieuwe producent Gerrit-Jan Leenders, toen ook werkend voor Kayak (ook bij manager Hirschland) trok de band de Soundpush Studio in Blaricum in.  
De uitkomst, volgens Eggermont, nauwelijks commercieel boeiend, laat de gebruikelijke mengeling zien van lange en korte nummers. Lange nummers voor de liefhebbers van symfonische rock, korte voor de commercie. Op dit album staat slechts één lang nummer; onder invloed van de punk is de algemene muzieksmaak opgeschoven naar kortere nummers, geen lange soli meer. People Come, People Go bestaat uit drie delen: First Movement (Koerts, Koerts, Ruiter, Hans Ziech), Second Movement (Koerts, Koerts, Ruiter, Kaagman) en Third Movement (Koerts, Koerts, Ruiter). 
Tegen de verwachting van Eggermont bleek het album wel een commercieel succes (binnen twee maanden een gouden status); het werd hun best verkochte album. De twee singles Weekend en Fire of Love werden hits, waarvan de eerste wekenlang op nummer 1 van de hitparades stond. Stichting Conamus kende de groep naar aanleiding van album en single de Exportprijs toe, die overhandigd werd door minister Neelie Kroes, dan /minister van Verkeer en Waterstaat. Het leverde zoveel werk op dat de band een periode van twee jaar tot het volgende album kon overbruggen.

## Musici
- Jerney Kaagman, zang
- Chris Koerts, gitaar
- Gerard Koerts, toetsen
- Bert Ruiter, basgitaar
- Ab Tamboer, drums

## Tracklist
| Nr. | Titel                                                        | Duur  |
| --- | ------------------------------------------------------------ | ----- |
| 1.  | People Come, People Go (zie artikel)                         | 11:10 |
| 2.  | Fire of Love (Ruiter / Kaagman)                              | 3:53  |
| 3.  | Weekend (Gerard Koerts)                                      | 3:33  |
| 4.  | Can’t Live Without It Anymore (Gerard Koerts, Hans Ziech)    | 4:26  |
| 5.  | Where Were You (Ruiter / Kaagman)                            | 4:28  |
| 6.  | Season of the Falling Leaves (Chris Koerts, Hans Ziech)      | 3:23  |
| 7.  | Answer Me (Chris Koerts, Bert Ruiter; instrumentaal)         | 5:16  |
| 8.  | People Come, People Go, Reprise third movement (zie artikel) | 0:48  |

## Hitnotering

### NederlandseAlbum Top 100
| Hitnotering: 20-10-1979 t/m 19-04-1980 | Hitnotering: 20-10-1979 t/m 19-04-1980 | Hitnotering: 20-10-1979 t/m 19-04-1980 | Hitnotering: 20-10-1979 t/m 19-04-1980 | Hitnotering: 20-10-1979 t/m 19-04-1980 | Hitnotering: 20-10-1979 t/m 19-04-1980 | Hitnotering: 20-10-1979 t/m 19-04-1980 | Hitnotering: 20-10-1979 t/m 19-04-1980 | Hitnotering: 20-10-1979 t/m 19-04-1980 | Hitnotering: 20-10-1979 t/m 19-04-1980 | Hitnotering: 20-10-1979 t/m 19-04-1980 | Hitnotering: 20-10-1979 t/m 19-04-1980 | Hitnotering: 20-10-1979 t/m 19-04-1980 | Hitnotering: 20-10-1979 t/m 19-04-1980 | Hitnotering: 20-10-1979 t/m 19-04-1980 | Hitnotering: 20-10-1979 t/m 19-04-1980 | Hitnotering: 20-10-1979 t/m 19-04-1980 | Hitnotering: 20-10-1979 t/m 19-04-1980 | Hitnotering: 20-10-1979 t/m 19-04-1980 | Hitnotering: 20-10-1979 t/m 19-04-1980 | Hitnotering: 20-10-1979 t/m 19-04-1980 | Hitnotering: 20-10-1979 t/m 19-04-1980 | Hitnotering: 20-10-1979 t/m 19-04-1980 | Hitnotering: 20-10-1979 t/m 19-04-1980 | Hitnotering: 20-10-1979 t/m 19-04-1980 | Hitnotering: 20-10-1979 t/m 19-04-1980 | Hitnotering: 20-10-1979 t/m 19-04-1980 | Hitnotering: 20-10-1979 t/m 19-04-1980 |
| Week                                   | 01                                     | 02                                     | 03                                     | 04                                     | 05                                     | 06                                     | 07                                     | 08                                     | 09                                     | 10                                     | 11                                     | 12                                     | 13                                     | 14                                     | 15                                     | 16                                     | 17                                     | 18                                     | 19                                     | 20                                     | 21                                     | 22                                     | 23                                     | 24                                     | 25                                     | 26                                     |                                        |
| -------------------------------------- | -------------------------------------- | -------------------------------------- | -------------------------------------- | -------------------------------------- | -------------------------------------- | -------------------------------------- | -------------------------------------- | -------------------------------------- | -------------------------------------- | -------------------------------------- | -------------------------------------- | -------------------------------------- | -------------------------------------- | -------------------------------------- | -------------------------------------- | -------------------------------------- | -------------------------------------- | -------------------------------------- | -------------------------------------- | -------------------------------------- | -------------------------------------- | -------------------------------------- | -------------------------------------- | -------------------------------------- | -------------------------------------- | -------------------------------------- | -------------------------------------- |
| Nummer                                 | 27                                     | 27                                     | 23                                     | 21                                     | 16                                     | 11                                     | 5                                      | 3                                      | 3                                      | 2                                      | 2                                      | 3                                      | 4                                      | 5                                      | 9                                      | 11                                     | 21                                     | 26                                     | 43                                     | 46                                     | 49                                     | 44                                     | 43                                     | 43                                     | 46                                     | 49                                     | uit                                    |

## Trivia
- De Duitse raveband Scooter uit Hamburg heeft in 2003 het nummer Weekend gesampled.